# 1990 SV13
1990 SV13 är en asteroid i huvudbältet som upptäcktes den 23 september 1990 av den belgiske astronomen Henri Debehogne vid La Silla-observatoriet.
Asteroiden har en diameter på ungefär 5 kilometer och den tillhör asteroidgruppen Astraea.